# Varpolje
Varpolje – wieś w Słowenii, w gminie Rečica ob Savinji. W 2018 roku liczyła 294 mieszkańców.